# Guns a Poppin!
Guns a Poppin! (br.: Bam, bem, bim, bom, bum) é um filme curta metragem estadunidense de 1957 do gênero comédia, dirigido por Jules White. É o 179º filme de um total de 190 da série com os Três Patetas produzida pela Columbia Pictures entre 1934 e 1959.

## Enredo
Moe está em um tribunal como réu acusado de agredir Larry e Joe (presentes, com os corpos com muitas ataduras). Ele se defende com o juiz (Vernon Dent) alegando ser um homem muito doente e passa a contar os acontecimentos, mostrados em flash back.
Moe tinha perdido muito dinheiro nos negócios e ficara com os nervos abalados. Estava em seu apartamento tentando se restabelecer mas não suportava nenhum barulho. Tem uma crise quando Joe e Larry montam o original "Quarteto de dois"  e ensaiam números musicais. Os três então vão acampar esperando que com isso Moe consiga se recuperar. Mas os planos de obterem paz e quietude são arruinados primeiro por um urso comilão que não satisfeito em roubar os mantimentos, ainda foge com o carro dos Patetas dirigindo ele próprio. Depois, por um tiroteio entre o bandido fugitivo chamado Mad Bill Hookup (Bil Maluco segundo a dublagem brasileira, interpretado por Joe Palma) e o xerife (interpretado por Frank Sully) quando o trio acaba como refém. Com tantos sobressaltos, Moe perde de vez o controle e agride seus amigos, indo parar no tribunal. No final, o juiz inocenta Moe mas ele de imediato recomeça a agredir os companheiros.